# Vorzeitiger Samenerguss
Der vorzeitige Samenerguss (lateinisch Ejaculatio praecox „frühzeitiges Auswerfen“; auch vorzeitige Ejakulation) ist eine sexuelle Störung des Mannes, bei der der Samenerguss (Ejakulation) zu frühzeitig erfolgt, teilweise direkt nach dem Einführen des erigierten Penis in die Vagina, ohne dass dies mit einem lustvollen Orgasmus für die Partnerin verbunden wäre. Der vorzeitige Samenerguss kann negative Folgen für beide Partner haben, da der Geschlechtsverkehr aufgrund der Refraktärphase sowie dem Nachlassen der Erektion nach dem Samenerguss in der Regel nicht direkt weitergeführt werden kann, was wiederum langfristig zu verminderter sexueller Zufriedenheit, Leidensdruck und Partnerschaftskonflikten führen kann.
Es handelt sich um die häufigste sexuelle Funktionsstörung bei Männern unter 60 Jahren (Prävalenz: bis zu 30 %). Die bisher größte international durchgeführte Studie zu vorzeitigem Samenerguss kommt zu dem Ergebnis, dass ca. 20 % der Männer betroffen sind.

## Merkmale
Bei der Ejaculatio praecox handelt es sich um eine sexuelle Funktionsstörung, die durch eine vorzeitige Ejakulation während des Geschlechtsverkehrs oder anderer Stimulationen gekennzeichnet ist. Es gibt verschiedene Definitionen mit unterschiedlich strengen Kriterien, v. a. in Bezug auf die Zeitspanne bis zur Ejakulation. Die meisten Definitionen umfassen jedoch drei Kriterien:
Die Ejaculatio praecox ist dadurch gekennzeichnet, dass
- die Zeit vom Eindringen des Penis in die Vagina bis zum Samenerguss als zu kurz wahrgenommen wird,
- der Betroffene die Ejakulation nicht ausreichend kontrollieren kann (etwa um einen Coitus interruptus zu bewerkstelligen, um den eigenen Orgasmus zu verzögern oder weil postkoitale Müdigkeit beim Mann dazu führen kann, dass die Frau nicht bis zum Orgasmus stimuliert wird)
- und dass daraus ein erheblicher persönlicher Leidensdruck entsteht, der durch Angst, Frustration, Probleme in der Partnerschaft oder den Verzicht auf Sex gekennzeichnet ist.[2]

In der aktuellen Leitlinie zur Diagnose und Behandlung des vorzeitigen Samenergusses von 2010 findet sich darüber hinaus die evidenzbasierte Definition der lebenslangen Form des vorzeitigen Samenergusses, die 2007 von der International Society of Sexual Medicine gemeinsam mit Experten entwickelt wurde. Demnach ist Ejaculatio praecox eine sexuelle Funktionsstörung des Mannes mit folgenden Merkmalen:
- Ejakulation erfolgt immer oder fast immer vor oder innerhalb von etwa einer Minute nach Einführen des Gliedes in die Scheide
- die Unfähigkeit zur Verzögerung der Ejakulation bei jeder oder fast jeder vaginalen Penetration
- negative persönliche Folgen, beispielsweise Leidensdruck, Ärger, Frustration und/oder Vermeidung sexueller Intimität.[2]

Bei der schwersten Form des vorzeitigen Samenergusses erfolgt die Ejakulation bereits vor dem Einführen des Gliedes. Man spricht dann von Ejaculatio ante portas. Bei gesunden Männern kommt es durchschnittlich nach 5,4 Minuten nach Eindringen des Penis in die Partnerin zum Samenerguss.
Besonders wichtig bei der Diagnose ist immer auch das persönliche Empfinden des Betroffenen. Viele Männer leiden unter vorzeitiger Ejakulation, auch wenn sie nicht die strengen Kriterien der Störung erfüllen.

## Klinische Einordnung
Im Allgemeinen wird die Ejaculatio praecox zu den Ejakulationsstörungen des Mannes gezählt. Diese Einordnung ist allerdings nach Ansicht verschiedener Sexualmediziner umstritten, da es sich hierbei nicht um eine gestörte Ejakulation handelt, sondern um eine vorzeitige. Durch Studien ist jedoch mehrfach belegt, dass sich die Ejaculatio praecox erheblich negativ auf die Partnerschaft auswirken kann. Wie der verzögerte Orgasmus und die Anorgasmie wird sie entsprechend in der neueren Literatur den Orgasmusstörungen zugeordnet. In der ICD-Klassifikation der Weltgesundheitsorganisation (WHO) wird sie unter der Ziffer F52.4 geführt, die DSM-Klassifikation listet sie unter der Ziffer 302.75. Die Klassifizierung wird von Experten erstellt und dient dazu, dass Diagnosen und Heilung erleichtert werden.

## Historische Sichtweise
Die erste Beschreibung der Ejaculatio praecox erfolgte durch Karl Abraham unter dem Titel Über Ejaculatio praecox 1917 in der Internationalen Zeitschrift für ärztliche Psychoanalyse. Abraham interpretierte den vorzeitigen Samenerguss primär als Ausdruck einer kindlich fixierten Urethralerotik, was er vor allem mit der Beobachtung begründete, dass die erogene Zone bei Männern, die unter dem vorzeitigen Samenerguss leiden, nicht die Glans penis, sondern die Harnröhre und der Damm seien. Außerdem sei es typisch, dass bei der Ejakulation der Samen aus dem Penis eher fließe, wie Urin: 
„Das passive Fließenlassen des Samens, wie es bei der Ejaculatio praecox geschieht, lehnt sich in vollkommener Weise an die dem Willen entzogene Urinentleerung der ersten Kindheit an, die sich bekanntermaßen bei Neurotikern bis in spätere Lebensperioden in größerem oder kleinerem Umfang zu erhalten vermag (...) Wir erfahren — abgesehen von solchen Reminiszenzen, die sich auf starke Lustbetonung der willkürlichen Harnentleerung in der Kindheit beziehen —, daß die Kranken schwer an Reinlichkeit zu gewöhnen waren, daß sie selbst bis ins erwachsene Alter öfter Urin in kleineren oder größeren Mengen unfreiwillig verloren, daß sie bis in späte Kindheitsjahre an Bettnässen litten, daß sie auf Erregungen aller Art sehr leicht mit einem unwiderstehlichen Harndrang reagieren. Die gleichen Menschen, welche die normale Beherrschung der Blasenfunktion erst spät oder überhaupt nur unvollkommen erwarben, neigen auch zum vorzeitigen, überstürzten Samenabfluß (...) Die Libido unserer Patienten verharrt in weiten Umfang im Stadium des Narzißmus. Wie der kleine Knabe die Mutter mit seinem Urin benäßt, den er noch nicht zu halten vermag, so benäßt der Neurotiker durch vorzeitige Ejakulation das Weib, in welchem wir nunmehr mit voller Deutlichkeit den Mutterersatz erkennen.“ 
Hinter der Störung vermutete Abraham in Anlehnung an die Sexualtheorien Sigmund Freuds ein ambivalentes Verhältnis zur Mutter, verdrängte Aggressionen und eine Kastrationsangst im Zusammenhang mit traumatischen Kindheitserlebnissen.
Forschungen zur Ejaculatio praecox stellte in den 1920er Jahren Bernhard Schapiro, Nachfolger von Arthur Kronfeld am Institut für Sexualwissenschaft in Berlin, an. Mit der Hamburger Firma Promonta entwickelte er das Präparat Praejaculin zur Behandlung des vorzeitigen Samenergusses. In das öffentliche Blickfeld rückte die Ejaculatio praecox jedoch erst in den 1970er und frühen 1980er Jahren, in denen eine große Anzahl von Studien, Beschreibungen, Diagnose- und Ursachenmodellen sowie Therapievorschlägen veröffentlicht wurde.

## Epidemiologie
Die Ejaculatio praecox gehört zu den häufigsten sexuellen Funktionsstörungen des Mannes. Je nach Definition bzw. Studiendesign sind zwischen 3 und 30 Prozent der Männer von vorzeitigem Samenerguss betroffen. Jedoch gehen nicht einmal 10 Prozent der Betroffenen zum Arzt.
Die Diskrepanz zwischen der Anzahl der betroffenen Männer und der Anzahl der Männer, die Hilfe suchen, lässt sich wahrscheinlich vor allem mit der Scheu der Betroffenen erklären, ein solch intimes Problem preiszugeben. Viele wissen auch nicht, dass der Facharzt für Urologie und Sexualmedizin der richtige Ansprechpartner ist. Einige Betroffene haben möglicherweise auch gemeinsam mit ihrer Partnerin einen Weg gefunden, wie der vorzeitige Samenerguss weniger Probleme bereitet. Dabei gibt es Paare, bei denen die rasche Ejakulation nicht als Problem empfunden wird, sowie solche, bei denen die Frauen die Schnelligkeit sogar als angenehm empfinden, da sie selbst nur sehr wenig Interesse an sexuellen Begegnungen haben. Andererseits gibt es ebenso Paare, für die die Ejaculatio praecox eine große Belastung für die Partnerschaft darstellt und auch bei der Partnerin zu sexuellen Funktionsstörungen, wie z. B. Lustlosigkeit oder Orgasmusschwierigkeiten, führen kann.

## Anthropologische Erklärung
Es bestehen Zweifel, ob eine physiologische Reaktion, von der 20 bis 30 % der Menschheit betroffen sind, überhaupt als Störung klassifiziert werden sollte (häufiger als beispielsweise Linkshändigkeit, siehe dort). Im Tierreich kommt es bei verschiedenen Arten zur Haremsbildung, bei der ein vorherrschendes Männchen (Silberrücken usw.) einen Harem aus weiblichen Tieren kontrolliert (Polygynie bei Herdentieren mit männlichem Leittier wie Menschenaffen, Robben usw.). Der Kopulationsvorgang dieser Leittiere dauert mitunter länger an (bei Schimpansen beobachtet von Jane Goodall). Andere Männchen sind dann gezwungen allein oder in Junggesellen-Horden das Terrain zu bevölkern, wobei Kohortenbildung (Gruppenbildung) bei der Jagd eher zum Erfolg führt. Will nun so ein sexuell agiles (Jung)-Männchen aus der Junggesellen-Bande ein derart bewachtes Weibchen begatten, so führe das nur dann zum Erfolg, wenn der Begattungsvorgang möglichst schnell erfolgt (ebenfalls bei Schimpansen beobachtet). Ein schneller Samenerguss wäre demnach ein Relikt eines derartigen Sozialverhaltens einer Urmenschen-Herde. Da beide Varianten (Haremswächter und schneller Liebhaber) zu Nachkommen führten, hätten sie sich evolutionär erhalten. Für eine evolutionäre Anpassung spricht, dass vorzeitiger Samenerguss teilweise vererbt werden kann.

## Ursachen und Formen
Die Ursachen der Ejaculatio praecox sind noch nicht vollständig geklärt. In den letzten 20 Jahren hat man jedoch große Fortschritte auf dem Gebiet der Ursachenforschung gemacht. Man geht inzwischen davon aus, dass der vorzeitige Samenerguss teilweise körperliche bzw. neurobiologische Ursachen haben kann. Davor war vermutet worden, dass die Ejaculatio praecox rein psychologische Ursachen hat. Diese Ansicht gilt inzwischen jedoch als veraltet.
Man unterscheidet zwischen der lebenslangen (primären) und der erworbenen (sekundären) Form der Ejaculatio praecox. Bei der lebenslangen Form besteht der vorzeitige Samenerguss seit Beginn der sexuellen Aktivität. Dabei kann die Kontrolle auch bei der Masturbation eingeschränkt sein. Aktuelle Untersuchungen vermuten einen teilweise genetisch bedingten, veränderten Serotoninhaushalt als Ursache. Die erworbene Form hingegen ist meist die Folge einer Grunderkrankung, wie z. B. erektile Dysfunktion, Prostataentzündung, Schilddrüsenerkrankung oder psychische Beschwerden. Sie tritt erst mit der Zeit auf. Es gab also eine Phase mit normaler Ejakulation.
Stress und Probleme in der Paarbeziehung stellen einen weiteren Komplex der Ursachenmodelle dar. Bei vielen Betroffenen lassen sich Streit und Stress in der Partnerschaft feststellen, wobei diese auch die Ursache der erworbenen Form der Funktionsstörung sein können. Diese Konflikte können sich zusätzlich negativ auf die lebenslange Form der sexuellen Störung auswirken. Das bedeutet, dass sich der vorzeitige Samenerguss verschlimmert.

## Diagnostik

### Überblick
Für die ärztliche Diagnose werden quantitative und qualitative Kriterien herangezogen. So ist es für den Arzt nicht nur wichtig, die Zeitspanne bis zur Ejakulation zu erfragen, sondern auch den individuellen Umgang des Betroffenen und seines Partners mit dem vorzeitigen Samenerguss. Im Gespräch kommt es dem Arzt auch darauf an, herauszufinden, ob es sich beim Betroffenen um die lebenslange oder die erworbene Form der Ejaculatio praecox handelt. Für den Fall, dass die vorzeitige Ejakulation beim Betroffenen erst nach Jahren mit einer normalen Ejakulation aufgetreten ist (erworbene Form), muss der Arzt abklären, ob organische Ursachen vorliegen.

### Quantitative und qualitative Diagnose
Zu den quantitativen also messbaren Merkmalen gehört etwa die Zeit, die zwischen dem Einführen des Penis in die Vagina und der Ejakulation vergeht (sog. IELT, Intravaginale Ejakulationslatenzzeit). Bei Männern, die von der lebenslangen Form betroffen sind, liegt diese beispielsweise regelmäßig unter einer Minute. Im Durchschnitt haben betroffene Männer (lebenslange und erworbene Form) nach 1,8 Minuten einen Samenerguss.
Wichtig für die Diagnose einer Ejaculatio praecox sind zusätzliche qualitative Merkmale: Kann der Betroffene die Ejakulation nicht kontrollieren und besteht beim Betroffenen dadurch ein hoher Leidensdruck, so ist dies ein Zeichen für Ejaculatio praecox.
Dabei wird allerdings auch vorausgesetzt, dass dieser Zustand dauerhaft besteht und nicht etwa nur bei längerer Abstinenz oder einer neuen Partnerin auftritt. Dauerhaft bedeutet jedoch nicht, dass die vorzeitige Ejakulation schon seit den ersten sexuellen Erfahrungen bestehen muss – dies gilt nur für die lebenslange Form. Bei der erworbenen Form der Ejaculatio praecox gab es eine Zeit, in der die Ejakulation normal verlief. Erst mit der Zeit trat eine regelmäßige und damit dauerhafte vorzeitige Ejakulation auf.

### Anamnese und Differentialdiagnostik
Die Anamnese erfolgt über gezielte Fragen:
- Wie groß ist die Zeitspanne zwischen Eindringen des Penis und dem Samenerguss?
- Können Sie Ihre Ejakulation kontrollieren?
- Belastet es Sie, wenn Sie beim Sex zu früh kommen?
- Wann haben Sie das erste Mal einen vorzeitigen Samenerguss erlebt?
- Haben Sie bereits bei Ihren ersten sexuellen Kontakten einen vorzeitigen Samenerguss erlebt?
- Belastet es Ihren Partner, wenn Sie beim Sex zu früh kommen?
- Vermeidet Ihr Partner Sex?
- Belastet der vorzeitige Samenerguss Ihre Beziehung?

Neben der Befragung fällt auch einer medizinischen Untersuchung eine wichtige Rolle der Anamnese zu. Zum einen können auf diese Weise tatsächlich vorhandene medizinische Gründe festgestellt oder ausgeschlossen werden, zum anderen bieten sie dem untersuchten Mann die Sicherheit, dass seine Beschwerden ernst genommen werden. Der Patient entwickelt in der Regel selbst eine somatische Erklärung, die ausgeschlossen werden muss, damit eine Therapie Erfolg haben kann.
Eine Differentialdiagnose ist erforderlich, um andere Gründe für die frühzeitige Ejakulation auszuschließen. So muss bei der erworbenen Form der Ejaculatio praecox untersucht werden, ob organische Ursachen, eine Erektionsstörung, eine Prostataentzündung oder Schilddrüsenprobleme ursächlich für den vorzeitigen Samenerguss sind. Außerdem müssen von der Ejaculatio praecox vor allem unterschieden werden:
- Die Ejaculatio diurna spontanea, also die spontane Ejakulation im Wachzustand ohne besondere Reizung. Diese ist besonders bei Jugendlichen während der Pubertät häufig.
- Präejakulative Sekretion, also der Austritt von Sekret aus dem Penis, bevor es zur eigentlichen Ejakulation kommt.
- Spermatorrhö, der unkontrollierte Ausfluss von Sperma aus dem Penis. Dies kann vor allem bei älteren Männern auftreten.
- Ejakulationen, die allein durch die Phantasie des Mannes induziert werden.

## Therapie

### Überblick
Vorzeitiger Samenerguss ist sowohl durch sexual- und paartherapeutische Maßnahmen als auch durch medikamentöse Therapieoptionen behandelbar.
Der Partner sollte in die Behandlung mit einbezogen werden, denn das ernsthafte Auseinandersetzen mit der sexuellen Funktionsstörung und das gemeinsame Herangehen an das Problem wirken sich in vielen Fällen positiv auf die Behandlung aus. Für den Erfolg der Behandlung ist der Einbezug des Partners jedoch nicht zwingend.
In einigen Sexualtherapie-Richtungen kommen häufig Techniken zum Einsatz, die betroffenen Männern dabei helfen sollen, die Ejakulation bis zu dem Zeitpunkt, der als Point of no return bekannt ist, wahrzunehmen und ihn zu beeinflussen. Bekannt sind vor allem die Squeeze- und die Stopp-Start-Methode nach Masters und Johnson. In der Praxis sind dies jedoch keine bewährten oder beliebten Methoden. Insbesondere bei der lebenslangen Form des vorzeitigen Samenergusses helfen beide Techniken nicht dauerhaft.
Medikamente können unabhängig von einer Sexual- oder Paartherapie eingesetzt werden. Als Mittel stehen lokale Betäubungsmittel, Medikamente mit ejakulationshemmenden Nebenwirkungen oder der zur Behandlung des vorzeitigen Samenergusses zugelassene Wirkstoff Dapoxetin zur Verfügung. Bei Wirkungslosigkeit sonstiger Verfahren besteht die Möglichkeit eines operativ-chirurgischen Eingriffs.

### Squeeze-Technik
Bei der Squeeze-Technik soll der Mann zuerst über ein Sensualitätstraining seine Erregung bewusster wahrnehmen. Danach erlernt er, den Zeitpunkt der ungewollten Ejakulation genauer wahrzunehmen und in einem weiteren Schritt zu beeinflussen. Im optimalen Fall wird diese Methode in der Paartherapie eingesetzt, das bedeutet, dass die Frau dem Mann bei der Erfahrung hilft. Bei all den Techniken darf die Frau natürlich keinesfalls als Werkzeug dienen, der Mann sollte im Gegenteil eine besondere Aufmerksamkeit auch auf die Erfüllung ihrer sexuellen Wünsche legen.
In einem ersten Schritt wird der Mann durch die Frau in einem Petting stimuliert, so dass eine Erektion zustande kommt. Nun wird der Penis weiter zärtlich gestreichelt und massiert, bis der Mann das Gefühl hat, dass eine Ejakulation bevorsteht. Durch einen Druck über mehrere Sekunden wird der Penis nun von der Frau oder dem Mann mit den Fingern „gequetscht“ (unterhalb der Eichel, zwischen Oberseite und Unterseite), wodurch der Ejakulationsdrang nachlässt. Nach etwa 20 Sekunden erfolgt eine erneute Stimulation. Insgesamt sollten sich Stimulation und Squeeze-Technik über einen Zeitraum von etwa 20 Minuten abwechseln.
Wenn der Mann anhand der Squeeze-Technik gelernt hat, über den Zeitpunkt der Ejakulation Kontrolle zu erlangen, sollte diese durch eine passive Einführung des Penis in die Vagina der Frau weitergeführt werden. Zu diesem Zweck hockt sich die Frau über den Mann und führt den erigierten Penis in ihre Vagina ein, ohne durch Beckenbewegung eine gesteigerte Erregung zu bewirken. Kommt es auch hier zu einem Ejakulationsbedürfnis, wendet die Frau auf den Hinweis des Mannes erneut die Squeeze-Technik an. Danach führt sie den Penis wieder ein und der Vorgang beginnt von neuem und kann bei zunehmenden Fortschritten auch von Beckenbewegungen durch ihn weitergeführt werden. Gelingt es ihm auch hier nicht, seine Ejakulation zu kontrollieren, sollte in einer letzten Phase der Geschlechtsverkehr in seitlicher Lage ausgeführt werden, da hier die besten Möglichkeiten zur Reaktion auf die Erregung bestehen.

### Stopp-Start-Technik
Für viele Männer ist die Stopp-Start-Technik besser geeignet als das Squeezen, da es der „normalen“ Stimulation beim Geschlechtsverkehr deutlich ähnlicher ist. Auch hierbei soll gelernt werden, die eigene Erregung besser wahrzunehmen. In einem ersten Schritt masturbiert der Mann alleine (also ohne Erfolgsdruck durch die Partnerin) und stoppt die Masturbation jeweils kurz vor der kritischen Schwelle, dem „Point of no return“. Dieses Stoppen und Starten wiederholt er über einen Zeitraum von etwa 15 Minuten. Sobald er sich dabei einigermaßen sicher fühlt, kann er in einer zweiten Stufe den Geschlechtsverkehr integrieren: Der Mann sollte dann der Frau bei einem erhöhten Ejakulationsdrang zu verstehen geben, dass eine weitere Stimulation unterbleiben soll (Stopp-Signal), bis er wieder auf einem deutlich niedrigeren Erregungslevel ist. Oft wird als Brücke zwischen den beiden Stufen auch empfohlen, die Masturbationstechnik vor dem Point of no return zu variieren (z. B. andere Hand nehmen, anderen Rhythmus usw.) und so die Stimulation über einen noch längeren Zeitraum durchzuhalten. Erst danach sollte man zum echten Geschlechtsverkehr übergehen. Durch diese Zweistufigkeit können in der Regel sehr gute Erfolge erzielt werden.

### Beckenbodentraining
Durch Trainieren und Anspannen der Beckenbodenmuskeln kann der Mann ebenfalls einen vorzeitigen Samenerguss verhindern. Weitere Methoden für den Mann sind bei Mehrfache (multiple) Orgasmen vermerkt.

### Lokalanästhetische Sprays und Kondome
Lokale Betäubungsmittel (Lokalanästhetika) wie Lidocain, Benzocain und Prilocain setzen in Form von sogenannten Verzögerungs-Gels, Sprays und Salben, die Erregbarkeit des Penis (vor allem der Penisvorhaut und Eichel) herab. Diese Mittel werden teilweise rezeptfrei von verschiedenen Herstellern über Drogerien und Apotheken vertrieben. Bei Benzocain und Prilocain berichteten einige Patienten von einer bis zu 4-fachen Ejakulationsverzögerung. Die Wirkung setzt oft bereits nach einer Minute nach Applikation ein, so dass entsprechender Geschlechtsverkehr möglich war. Bei Lidocain dauert es etwa 20–30 Minuten, bis die Betäubung einsetzt, was das Liebesspiel stark beeinträchtigen kann. In Europa ist ein Kombinationspräparat aus dem rasch betäubendem Prilocain und anschließend wirksamem Lidocain zur Behandlung der lebenslangen vorzeitigen Ejakulation zugelassen, das 5 Minuten vor dem Geschlechtsakt auf die Eichel gesprüht wird. Das Mittel ist verschreibungspflichtig.
Sofern die Präparate vorher nicht durch abwaschen entfernt werden, können im Verlauf des Geschlechtsverkehrs jedoch die Genitalien der Partnerin desensibilisiert werden. Um dies zu vermeiden, bieten einige Hersteller spezielle Kondome an, die auf der Innenseite mit einem leichten lokalen Betäubungsmittel versehen sind. Somit wird nur der Mann desensibilisiert, ohne dabei die Empfindungsfähigkeit der Partnerin zu beeinträchtigen.

### Medikamente zur oralen Einnahme
Rezeptpflichtige Psychopharmaka, die direkt auf die Gehirnaktivität wirken, wie Clomipramin oder selektive Serotonin-Wiederaufnahmehemmer (SSRI) wie Citalopram, Paroxetin, Sertralin und Fluoxetin können zur Behandlung des vorzeitigen Samenergusses eingesetzt werden, sind jedoch dafür nicht zugelassen. Man spricht daher vom Off-Label-Use. Ursprünglich fielen bei dieser Substanzgruppe eine verminderte Libido und Erregbarkeit als Nebenwirkungen auf, die man erfolgreich in der Therapie der Ejaculatio praecox nutzte. Sie können Nebenwirkungen (z. B. Übelkeit und Kopfweh) hervorrufen und haben eine lange Halbwertszeit. Außerdem können sie nicht nur im Bedarfsfall angewendet werden, sondern müssen täglich über einen längeren Zeitraum eingenommen werden.
Ein eigens für die Behandlung der Ejaculatio praecox zugelassenes, oral wirksames Medikament enthält den Wirkstoff Dapoxetin, einen kurzwirksamen Serotonin-Wiederaufnahmehemmer. Das verschreibungspflichtige Mittel ist seit Juni 2009 in Deutschland unter dem Handelsnamen Priligy erhältlich und wird bei Bedarf ca. ein bis drei Stunden vor dem Sex eingenommen. Es konnte nachgewiesen werden, dass Dapoxetin die Zeit bis zur Ejakulation signifikant verlängern kann. Außerdem verbesserten sich die Kontrolle über die Ejakulation und die Zufriedenheit der Betroffenen. Der Leidensdruck und partnerschaftliche Probleme gingen zurück. Dapoxetin wirkt sowohl bei der lebenslangen als auch der erworbenen Form des vorzeitigen Samenergusses.
Weitere Medikamente, die nachgewiesenermaßen als Nebenwirkung die Ejakulationsmöglichkeiten hemmen sind Alphablocker wie Phenoxybenzamin, Betablocker und trizyklische Antidepressiva wie Clomipramin. Clomipramin verlängert die Zeit bis zur Ejakulation um das 1,4fache, allerdings müssen sie zwei bis sechs Stunden vor dem erwarteten Geschlechtsverkehr eingenommen werden. Außerdem gilt auch hier, dass diese Medikamente verschreibungspflichtig, jedoch nicht für die Behandlung des vorzeitigen Samenergusses zugelassen sind.
Bei allen Formen der Behandlung bleibt eine Heilung der Ejaculatio praecox allerdings aus, das Problem besteht nach dem Absetzen der Medikamente weiterhin. In seltenen Fällen kann das Absetzen von SSRIs zu Post-SSRI Sexual Dysfunction führen, was sich in Ejakulationsstörungen, Libidoverlust, genitaler Taubheit, Orgasmusstörungen und Erektionsstörungen äußern kann.

### Chirurgische Behandlung
Zur dauerhaften Behandlung der vorzeitigen Ejakulation stehen zwei verschiedene Operationen zur Verfügung: die selektive dorsale Neurektomie (SDN) und die Augmentation mit Hyalurongel. Beide Behandlungen wurden in Südkorea entwickelt und sind in diesem Land recht verbreitet. 72,9 % der koreanischen Urologen halten SDN für eine sichere und effiziente Behandlung. Vorläufige Studien haben gezeigt, dass beide relativ sicher und effektiv sind, aber aufgrund des Mangels an großen, multizentrischen, randomisierten Kontrollstudien mit Langzeit-Follow-up, sieht sich die Internationale Gesellschaft für Sexualmedizin bisher nicht in der Lage, für die selektive dorsale Neurektomie und Augmentation als Behandlungsmöglichkeiten eine klare Empfehlung auszusprechen. Die Rolle der Chirurgie bei der Behandlung der vorzeitigen Ejakulation befindet sich im experimentellen Stadium, bis weitere Studien abgeschlossen sind.